# Dicranomyia vulgata
Dicranomyia vulgata är en tvåvingeart som beskrevs av Ernst Evald Bergroth 1888. Dicranomyia vulgata ingår i släktet Dicranomyia och familjen småharkrankar. Inga underarter finns listade i Catalogue of Life.